# Nahwitti
Nawiti (Nawitti, Nuwitti, Newetee, Nahwitti).- grupa Kwakiutl Indijanaca koji su ranih 1800.-tih godina živjeli na sjeveru otoka Vancouver u kanadskoj provinciji Britanska Kolumbija. Nawiti su govorili 2 ili 3 dijalektka i bili su podijeljeni na 3 lokalne skupine, to su: sa zapada na istok Yutlinuk, Nakomgilisala i Tlatlasikwala ili Tlatlasikoala. Kasnih 1800.-tih godina sve tri grupe su se konsolidirale pod imenom Nahwitti. Tijekom prve polovice 19. stoljeća termin Nahwiti, različito spelovan, počeo se sve više koristiti kao oznaka grupe Tlatlasikwala, što se održalo do danas.

## Vanjske poveznice
- Kwakiutl Indian Tribe History